# Pierre Lacoste
Pour les articles homonymes, voir Lacoste.
L'amiral Pierre Lacoste, né le 23 janvier 1924 à Paris où il est mort le 13 janvier 2020 est un officier de marine et un haut fonctionnaire français. Il fut notamment chef du cabinet militaire du Premier ministre français Raymond Barre et directeur général de la direction générale de la Sécurité extérieure (DGSE) de 1982 à 1985.
En 2005, il avait été chargé de structurer la profession de l'intelligence économique en France, et était devenu en 2006 président de la Fédération des professionnels de l'intelligence économique.

## Biographie

### Jeunesse et études
Pierre Auguste Louis Lacoste naît le 23 janvier 1924 dans le 16e arrondissement de Paris de parents architectes[réf. souhaitée]. Sa famille connaît des difficultés financières et doit loger dans des appartements de plus en plus petits[réf. souhaitée]. Il a deux sœurs et un frère[réf. souhaitée].
Il passe ses vacances à Audresselles, dans le Pas-de-Calais, près du cap Gris-Nez. C'est là qu'il ressent l'attirance de la mer et décide de devenir marin. Il est scout.[réf. souhaitée]
Il effectue ses études au lycée Voltaire, puis, lorsque la Seconde Guerre mondiale se déclenche, au Lycée Saint-Louis, en Seconde. Il est transféré au Lycée Fermat, à Toulouse, où il passe son année de Première.[réf. souhaitée]
Il retourne à Paris en octobre 1941. L'École navale ayant rouvert en zone libre, il entre en classe préparatoire[Laquelle ?] au lycée Saint-Louis.
Accompagné de son frère[réf. souhaitée], il s'enfuit de France clandestinement en passant par Toulouse pour rejoindre l'Espagne en 1943. Passées les montagnes des Pyrénées, ils sont arrêtés par la Garde civile du général Franco. Ils sont envoyés dans une prison improvisée, aménagée à la va-vite dans les bâtiments du vieux séminaire de Lérida. Du fait de la pression des Alliés, notamment des Américains, sur le gouvernement de Franco, ils sont libérés sous caution.
Ils restent trois mois à Barcelone. Ils proposent leurs services aux Alliés, et sont installés au consulat américain de la place de Catalogne, à Barcelone. Ils sont envoyés à Alger pour rejoindre les Forces françaises libres. Il travaille sans le savoir sous les ordres du colonel Paul Paillole.
Pendant ce temps, sa mère est arrêtée par la Gestapo mais n'est pas déportée grâce à un membre de la famille, bien introduit auprès des Allemands.[réf. souhaitée]
Arrivé à Casablanca, il essaie de participer aux sessions d'examens pour être admis à l’École navale recréée au Maroc, mais on lui ferme la porte au nez et on lui conseille de s'inscrire au lycée de Casablanca pour préparer le concours de l'École navale de l'année 1946. Il refuse, mais apprend qu'il y avait, dans les mêmes locaux et avec le même personnel enseignant, des cours pour préparer rapidement des officiers de réserve. Il s'y inscrit.
Il est pris en affection par le directeur de l’École navale, qui l'encourage à passer le concours d'entrée de mai 1944. Lacoste tombe malade d'une crise de colique hépatique le soir de la première épreuve, qui le cloue au lit d'hôpital pendant deux semaines[réf. souhaitée]. Il apprend le résultat du concours de sortie des officiers de réserve, dont il est major[réf. souhaitée]. Il passe l'oral de l’École navale, grâce à une dérogation que son directeur avait obtenue de l'état-major de la marine. Il est reçu à l'examen.
Il sort de l'école en 1946. Il complète sa formation d'officier de marine à l'École navale de Brest.

### Carrière entre la marine et le conseil militaire
Il entame une carrière d'officier de marine, et se porte volontaire en Indochine. En 1959 et 1960, il est stagiaire à l'École supérieure de guerre navale, où il rédige une thèse appelée "Politique du personnel officier".
Il devient professeur à l'École de guerre dans les années 1960. Il assiste à la création du Centre de prospective et d'évaluation des armées, et le rejoint.
En 1971, il est nommé à la Direction du personnel à Paris. De 1974 à 1975, il passe une année au Centre des hautes études militaires. Lorsqu'il en sort, il est nommé adjoint au chef du cabinet militaire du ministre de la Défense, Yvon Bourges.
Un an plus tard, il dirige l'École Supérieure de Guerre Navale.
En octobre 1978, il devient chef du cabinet militaire du Premier ministre français Raymond Barre. Il participe au Comité interministériel du renseignement, où il côtoie Alexandre de Marenches, ancien directeur du Service de documentation extérieure et de contre-espionnage.
En 1979, il suit une année de formation à l'Institut des hautes études de Défense nationale.
En septembre 1980, il reçoit le commandement de l'Escadre de la Méditerranée.

### Carrière à la direction de la DGSE
En juillet 1982, alors qu'il est toujours commandant de l'Escadre de la Méditerranée, il reçoit un appel d'Alexandre de Marenches. L'invitant à dîner, il lui révèle que François Mitterrand considère que les choses vont mal au service, et qu'il faudrait qu'il remplace l'actuel directeur, Pierre Marion. Lacoste refuse, car il avait déjà été décidé qu'il prenne la succession de l'amiral Philippe de Gaulle à l'Inspection générale de la Marine au cours de l'automne.
Fin septembre, il est contacté par François de Grossouvre, qui lui demande de venir à l'Élysée, car le Président pense à lui pour succéder à Marion. Il hésite, n'étant pas un partisan de Mitterrand[réf. souhaitée]. Ce dernier le convainc lors d'une entrevue à Latché, le 30 octobre.
En novembre, le directeur de la DGSE, Pierre Marion, quitte le service de lui-même du fait de sa frustration au sujet des blocages politiques dont le service est victime. Le président nomme l'amiral Lacoste directeur de la DGSE. Il occupe ce poste du 12 novembre 1982 au 19 septembre 1985.
En 1985, Pierre Lacoste est limogé à la demande du président à cause de l'affaire du Rainbow Warrior, où la Nouvelle-Zélande remonte rapidement la trace des faux époux Turenge jusqu'à la France. Il n'était pas convaincu par l'opération, lui privilégiant une formule plus douce qui aurait consisté à polluer le gasoil du Rainbow Warrior pour l'empêcher de prendre le large. Il est remplacé lors du Conseil des ministres du 26 septembre 1985 par René Imbot.

### Après la DGSE
André Giraud le nomme en juin 1986 président de la Fondation des études de la Défense nationale.
En 1989, il est le président du Comité national de liaison « Défense - Armée - Nation » pour le Centre d'information civique.
En septembre 1993, il copréside le Centre d'études scientifiques de défense (CESD) de l'université de Marne-la-Vallée, où il crée un séminaire de recherche pluridisciplinaire sur « La Culture française de renseignement » et le DESS Information & Sécurité, premier master universitaire créé en France sur le sujet de l'intelligence économique, qui existe toujours sous l'intitulé Master 2 « Intelligence stratégique, Analyse des risques, Territoires » (ISART).
En 2005, Le Monde publie un rapport daté de 1986 destiné au nouveau ministre de la Défense André Giraud dans lequel Pierre Lacoste évoque le feu vert donné par François Mitterrand.
En 2006, à l’âge de 82 ans, il devient président de la Fédération des professionnels de l'intelligence économique.
Pierre Lacoste meurt le 13 janvier 2020 dans le 16e arrondissement de Paris,.

## Décorations
- Grand officier de la Légion d'honneur
- Grand-croix de l'ordre national du Mérite

## Distinctions
- Membre titulaire de l'Académie de marine[réf. souhaitée]

## Publications
- Stratégies navales du présent, éditions J.C. Lattès, 1986
- Les mafias contre la démocratie, éditions J.C. Lattès, 1992
- Un amiral au secret, éditions Flammarion, 1997
- Approches françaises du renseignement, La Documentation française / FED, 1997
- (direction de l'ouvrage) Le renseignement à la française, Economica, 1998
- avec François Thual, Services secrets et géopolitique, Lavauzelle, 2001 (2e édition actualisée en 2002)

Il a aussi publié plusieurs articles, dont un article dans la revue Défense nationale et sécurité collective, actualisation et renouvellement de la pensée stratégique, février 2006.